# Dimitrie Lovcinski
Dimitrie Lovcinski a fost un om politic basarabean. El a fost cel de-al doilea Primar din istoria Chișinăului, și a fost în funcție în trei termene distincte: între 1825–1830, 1834-1836 și 1843-1845.